# صوت الشعب (جريدة)
جريدة صوت الشعب هي جريدة نصف شهرية تصدر في سوريا من قِبل الحزب الشيوعي السوري وهي الجهة الرسمية الناطقة باسم اللجنة المركزية للحزب الشيوعي السوري، رئيس تحريرها هو الدكتور عمار بكداش وهو الأمين العام للحزب أيضا.
تأسست الصحيفة عام 1937 على يد خالد بكداش وأُغلقت في عام 1947 وأعيد افتتاحها عام 2001م.

## وصلات خارجية
- عدد صوت الشعب أواخر أيار عام 2020
- موقع الجريدة